# Simboli Hrvata Bosne i Hercegovine
Simboli Hrvata Bosne i Hercegovine su grbovi, zastave i ostalo znakovlje, koje su koristili Hrvati Bosne i Hercegovine od njihova dolaska na područje današnje Bosne i Hercegovine pa do današnjih dana. Ovaj članak je dio serije o simbolima Hrvata Bosne i Hercegovine, koja ima posebne, detaljne članake za sve ove teme.

## Hrvatski pleter
Od dolaska na područje današnje Hrvatske i Bosne i Hercegovine jedan od prvih simbola koji su Hrvati počeli koristiti je bio pleter, znan i kao troplet. Pleterna ornamentika je reljefna dekoracija čiji osnovni element, jednotračni ili višetračni prutić, tvori najrazličitije kombinacije ornamenata u koje su potkad upleteni stilizirani biljni motivi te životinjske i ljudske figure.
Hrvatski pleter, znan i kao troplet je geometrijski ukras specifičan za starohrvatsku kulturu. Starohrvatske pletere nalazimo gotovo posvuda gdje je ta kultura imala veći ili manji utjecaj, uglavnom u i na crkvama koje su građene predromaničkim hrvatskim slogom u periodu od 9. do 12. stoljeća te u i na ranohrvatskim samostanima iz istog perioda.
Motivi tih pletera su preuzeti iz antičke umjetnosti (valovi, troprute pletenice, pentagrami, mreže rombova ...), no dok su u antici ti ornamenti služili samo kao okvir, u predromanici oni ispunjavaju cijelu površinu. Kvantitet, ali i nadaleko poznat kvalitet materijala i klesanja, pronađenih spomenika predromaničke skulpturne ornamentike na istočnoj obali Jadrana dokazuje intenzivnu graditeljsku i klesarsku djelatnost velikog broja majstora i radionica.
Danas je hrvatski pleter prisutan u samom grbu Hrvata u Bosni i Hercegovini, točnije u gornjem dijelu grba, iznad stiliziranog štita, vodoravno položen na štit iznad tri središnja polja. Osim na grbu, troplet je prisutan na brojim spomenicima, spomen-pločama, nadgrobnim spomenicima, dokumentima (školska svjedočanstva i dr.)... u područjima s većinskim hrvatskim stanovništvom u Bosni i Hercegovini.

## Heraldički ljiljan
Heraldički ljiljan (fr. Fleur-de-Lis) je heraldički simbol koji se svrstava među prirodne likove. Često se drži i marijanskim znakom, a u Francuskoj je od srednjega vijeka simbol kraljevske časti. 
Obitelj Hrvatinić, koja potječe iz okolice Jajca bila je u rodu s hrvatskim banovima Pavlom i Mladenom Šubićem. Hrvoje Vukčić Hrvatinić bio je veliki vojvoda Bosne, vojvoda Splita, te ban Dalmacije i Hrvatske. Grb obitelji Hrvatinić sastojao se od crvenoga polja na kojemu je koso udesno bila zlatna greda s tri srebrna ljiljana, a njoj sa svake strane po jedan srebrni križ. Iznad grba bila je kaciga sa zlatnom krunom nad kojom oklopljena ruka drži zaltni mač. Desno su bila dva lebdeća crvena križa, a lijevo tri lebdeća zlatna ljiljana.
Obitelj Kotromanić poznata je od sredine 13., pa sve do sredine 15. stoljeća, a njezini su članovi isprva bili bosanski banovi, ponekad i kao vazali bribirskih knezova, a potom, uz prekide, i samostalni vladari Bosne. Ova je obitelj bila i rodbinskim vezama u bliskom odnosu s Anžuvincima, jer se kći Stjepana II. Kotromanića, Elizabeta, udala za hrvatsko-ugarskog kralja Ludovika I. Anžuvinca.  također je u svome grbu imala heraldički simbol ljiljana koji potječe iz grba Anžuvinaca. Kroz cijelu svoju vladavinu Kotromanići su bili u jačem ili slabijem vazalskom odnosu prema hrvatsko-ugarskim kraljevima. Grb obitelji Kotromanić, napose Tvrtka I. Kotromanića, sastojao se od plavoga polja na kojem je koso udesno postavljena srebrna greda s po tri zlatna ljiljana sa svake strane grede. Iznad grba bila je kaciga s krunom i perjanicom. Kruna je obično sastavljena od stiliziranih ljiljana.
1992. godine grb sa zlatnim ljiljanima, načinjen prema grbu Kotromanića prema prijedlogu Hrvatske demokratske zajednice Bosne i Hercegovine u Skupštini Republike Bosne i Hercegovine nalazi svoju ponovnu upotrebu s proglašenjem neovisne Republike Bosne i Hercegovine. Zastava Republike Bosne i Hercegovine sastojala se od stiliziranoga povijesnog grba na bijeloj podlozi. Zastava je poslije postala i zastavom Armije Republike Bosne i Hercegovine, a ljiljani su bili prisutni i na grbovima postrojbi Hrvatskog vijeća obrane u Bosanskoj Posavini i Središnjoj Bosni.
S obzirom na 1.606. poginulih Hrvata, od toga broja 518 vojnika HVO-a i 1.088 civila te 150.000 prognanih Hrvata Armija Republike Bosne i Hercegovine za vrijeme bošnjačko-hrvatskog sukoba, koja je za simbole imala upravo ljiljane, nastala je odbojnost hrvatskog naroda prema ljiljanima u sjevernoj i središnjoj Bosni te u sjevernoj i središnjoj Hercegovini.
Dana 4. veljače 1998. godine zastava Republike Bosne i Hercegovine je zamijenjena novom državnom zastavom Bosne i Hercegovine, dok Bošnjaci i dalje koriste ovu zastavu u odgovarajućim kulturnim prilikama, a na grbu Federacije Bosne i Hercegovine i grbovima nekih županija i općina, ljiljan se koristi kao simbol Bošnjaka, koji ga povezuju s bosanskim ljiljanom.

## Povijesni grbovi
Prikaz bosanskoga grba iz 19. stoljeća predstavljen je u Fojničkom grbovniku, iako je grb stariji. Grb se koristio za vrijeme borbe za velikog hercegovačko-bosanskog ustanka, koji su 1875. godine u donjoj Hercegovini, na području Gabele i Hrasna, 19. lipnja, Hrvati pod vodstvom don Ivana Musića digli protiv turske vlasti zbog velikih poreza.
Grb je predstavljao zlatni šiljasti štit, u obliku vrha strijele s nazubljenom krunom, na čijoj su se sredini nalaze dva ukrštena ključa. Na mjestu ukrštanja nalazio se mali crveni šiljasti štit sa srebrenim polumjesecom i zlatnom šestokrakom zvijezdom, koji su bili okrenuti prema gore. Taj su grb bosanskoj banovini potvrdili drevni hrvatski kraljevi. Na vrhovima ključeva su crne okrunjene glave Etiopljanki.
Zvijezda Danica (žuta šestokraka zvijezda) s bijelim (srebrnim) mladim mjesecom su motivi najstarijeg poznatog hrvatskog grba iz 12. stoljeća. Ovi elementi grba nalaze se uključeni u brojne hrvatske plemićke i gradske grbove, a kao boje ustalit će se srebrni polumjesec i zlatna zvijezda na crvenom štitu. Tako će biti uključeni i u grb na inauguralnoj Jelačićevoj zastavi iz 1848. Od 16. stoljeća ovaj se grb koristi i kao grb imaginarne Ilirije koja bi obuhvaćala veći dio Balkanskog poluotoka.
Od 19. stoljeća simbol zvijezde i polumjeseca naziva se Leljiva, a donošenjem Zakona o grbu, zastavi i himni Republike Hrvatske, te zastavi i lenti Predsjednika Republike Hrvatske, 21. prosinca 1990. godine, leljiva je smještena na hrvatski grb, u krunu s pet šiljaka, koja se u blagom luku spaja s lijevim i desnim gornjim dijelom štita.
- Grb Bosne iz Fojničkog grbovnika
- Grb Bosne, po uzoru na Fojnički grbovnik
- Grb Bosne iz zemljovida koji je naručio P. Zrinski
- Najstariji hrvatski grb
- Grb imaginarne Ilirije

Dolaskom pod austrougarsku upravu, Bosna i Hercegovina je dobila i novi grb. Grb korišten u to doba je modifikacija grba Hrvoja Vukčića Hrvatinića, hrvatskog bana i hercega splitskog iz 14. stoljeća. Grb je predstavljao: zlatni štit, iz čijeg lijevog srebrenog obruba, izlazi crvena oklopljena savijena ruka, koja drži srebrenu sablju, sa zlatnom drškom, okrunjen heraldičkom krunom. Starija inačica navedenoga grba je oblikovana na crvenome štitu i sa srebrnom oklopljenom savijenom rukom, uz šaku u prirodnoj boji, koja drži srebrnu sablju. Ista je prihvaćena kao grb Hrvata Bosne i Hercegovine, posebice Hrvata ramskoga kraja, gdje se navedeni motivi uz Ramski križ i hrvatski povijesni grb i danas nalaze u grbu općine. U ratu u Bosni i Hercegovini, slični motivi; srebrena oklopljena savijena ruka koja drži srebrenu sablju i tom sabljom od zmije brani povijesni hrvatski grb, našli su se na grbu 2. gardijske brigade Hrvatskog vijeća obrane.
Za Matijaša Korvina dotadanji grb Rame počinje se smatrati zajedničkim za Ramu i Bosnu. Tada je osnovni štit crvene boje. Ime Rame spominje se još ranije, po prvi puta u jednoj povelji od godine 1185. u kojoj Bela II. navodi Ramu u svome kraljevskom naslovu. Vitezovićeva Stemmatographia donosi koncem travnja ili početkom svibnja 1701. isti grb s crvenim glavnim štitom. U Fojničkom grbovniku taj se grb navodi pod nazivom Primordiae, dok neki navode naziv Primorje. Grb Huma je sličan, ali ima šesterokraku zvijezdu i mladi mjesec u gornjim kutovima, a ruka nije oklopljena, te je temelj za hercegovački kasniji grb kojega je izradio Orbini, dok je Vitezović za svoje rješenje izabrao raniji grb Primorja. Kasnije su u ugarskom grboslovlju promijenjene boje, te je štit obojen žutom bojom, a oklopljena ruka crvenom. Takav je grb zadnji put ustanovljen 1889. po odluci Zemaljske vlade. Kasnije su žuti štit rabile organizacije u iseljeništvu, te Ustaško-domobranski pokret i organizacije HSS-a u SAD-u i Belgiji. Emilij Laszowski taj žuti štit prikazuje sa srebrnim ostalim manjim dijelovima grba. Danas razne organizacije Hrvata u Bosni i Hercegovini rabe crveni štit, a isti je dio i općinskoga grba općine Prozor-Rama.
- Hrvojev grb Primorja iz Fojničkog grbovnika
- Grb Bosne iz 1495., oslikan u Innsbrucku
- Grb BiH u Austro-Ugarskoj Monarhiji (1878.-1918.)
- Grb općine Rama, sadrži i ramski križ i hrvatski grb
- Grb Huma
- Cjeloviti grb velikog vojvodstva - herceštva Kosača
- Zastava velikog vojvodstva Huma - herceštva Kosača, Hercegovine. Prikazana na pet različitih grbovnih pečata, heraldičkih kompozicija u vidu potpunog grba, prikazuje da se kao znamenje upotrebljavala i samostalno[17]

## Zastava i grb

### Postanak
Nastanak grba i zastave Hrvata u BiH seže u 1990., odnosno u početke višestranačja u toj zemlji. Prije toga, u cijelom razdoblju od godine 1945. do 1990., u njoj je bilo iznimno teško javno isticati i koristiti hrvatske nacionalne simbole. Širi su slojevi hrvatskoga stanovništva doduše privatno koristili zastavu Socijalističke Republike Hrvatske. Njoj ipak nije bilo mjesta na javnim zgradama, kao što su primjerice Srbi u Hrvatskoj uz jugoslavensku, partijsku i zastavu SRH isticali i zastavu Socijalističke Republike Srbije.
Naznake pucanja stega komunističkog režima u tadašnjoj SR Bosni i Hercegovini u prvoj polovici 1990. iznijele su u javnost prve hrvatske grbove i zastave "bez socijalističkih obilježja", koji su po svojemu izgledu bili istovjetni onima korištenima u tada još Socijalističkoj Republici Hrvatskoj. Nije poznato u kojoj su mjeri nakon usvajanja amandmana na Ustav SRH i početka izrade grbova s početnim crvenim poljem takve inačice grba i zastave prodrle medu Hrvate u Bosni i Hercegovini. Brojne fotografije hrvatskih skupova u toj zemlji pokazuju da su i početkom 1992. uglavnom korišteni grbovi s početnim bijelim poljem, odnosno zastave s takvim grbom. Osim na svadbama i drugim društvenim događanjima, zastave su korištene i na skupovima hrvatskih političkih stranaka u BiH tijekom izbora u studenom 1990. godine, te kao zastave prvih samoorganiziranih vojnih postrojbi Hrvata u BiH koje nastaju krajem 1991. godine.
Daljnji korak u procesu uobličavanja grba i zastave Hrvata u Bosni i Hercegovini bio je početak srpske agresije na tu zemlju. Tada se hrvatsko stanovništvo organiziralo u sklopu Hrvatske zajednice Herceg-Bosne (osnovana kao zajednica općina s većinskim hrvatskim stanovništvom 18. studenoga 1991.) i Hrvatskoga vijeća obrane (HVO, osnovano 8. travnja 1992.). To je bila posljedica raspada sustava vlasti dotadašnje (Socijalističke) Republike Bosne i Hercegovine, a glavna je svrha uz organiziranje obrane od srpskog agresora: JNA i srpskih paravojnih snaga iz Bosne i Hercegovine, Srbije i Hrvatske, bila i organizacija života na slobodnim hrvatskim područjima.
Vojne postrojbe Hrvatskog vijeća obrane od svoje su pojave u proljeće 1992. godine stupale pod hrvatskom zastavom i hrvatskim grbom, no to nisu bili grb i zastava Republike Hrvatske. Na samom početku isticane su različite inačice zastava (razlikovale su se po izgledu hrvatskog šahiranog grba na njima). Oznake i činovi vojnika djelomično su imali uzor u istovrsnim oznakama i činovima Hrvatske vojske. Platneni znak vojnika HVO-a za rukav razlikovao se od istovrsnog znaka HV-a upravo po različitom grbu i natpisu "HVO". Taj je grb bio isključivo hrvatski šahirani grb od 25 polja s početnim crvenim poljem.
Znatno zanimljiviji bio je kovinski emajlirani znak za kapu. To je također bio hrvatski šahirani grb od 25 polja s početnim crvenim poljem, a na vrhu štita je bio smješten starohrvatski pleter. Po svojemu izgledu taj znak je bio istovjetan znaku kakav je u razdoblju od jeseni 1990. (prije usvajanja novih obilježja Republike Hrvatske 21. prosinca 1990. godine) do prvih mjeseci 1991. godine na svojim kapama nosio dio pripadnika MUP-a Republike Hrvatske. Očito je da se netko u HVO-u prisjetio takvog znaka, koji je s obzirom na to da je već bio izrađivan za hrvatsku policiju, bilo moguće brzo izraditi i njime opskrbiti postrojbe HVO-a u nastajanju. Nema izvora koji bi to potvrdili da se to uistinu i zbilo na takav način pa je zasad ipak tek riječ o logičnoj pretpostavci.
Činjenica je da su od početka rata u Bosni i Hercegovini mnogi pripadnici HVO-a na svojim kapama nosili upravo takav znak. Od prosinca 1992. taj se grb počeo upotrijebljavati na pečatima postrojbi i službi HVO-a, kako onih vojnih tako i onih koje su organizirale život u pozadini i sustav vlasti na područjima s hrvatskom većinom. Taj je znak postao i grbom Hrvatske zajednice Herceg-Bosne. Ubrzo je taj znak, sada već kao poseban grb Hrvata u Bosni i Hercegovini, na hrvatskoj trobojnici zamijenio dotad korištene inačice hrvatskih šahiranih grbova. Na taj je način nastala i zastava Hrvata u BiH. Otad do danas taj se grb i zastava neprekinuto koriste kao službena obilježja hrvatskog naroda u toj zemlji, a na to nisu utjecale ni promjene koje su se u međuvremenu dogodile.
Grb i zastava Federacije Bosne i Hercegovine nastali su 1996. godine kao kompromisni dizajn bošnjačkih i hrvatskih simbola. Hrvati su na zastavi predstavljeni crvenom prugom na zastavi te hrvatskim grbom u grbu Federacije. Odlukom Ustavnog suda Bosne i Hercegovine 28. siječnja 2007. godine, grb i zastava Federacije BiH stavljeni su izvan snage jer ne predstavljaju sva tri konstitutivna naroda u BiH.

### Zastava
Zastava Hrvatske Republike Herceg-Bosne se sastoji od tri boje: crvene, bijele i plave, s grbom Herceg-Bosne u sredini. Omjer širine i dužine zastave je 1 : 2. Boje zastave su položene vodoravno i to ovim redom s gornje strane: crvena, bijela i plava. Svaka boja čini jednu trećinu širine zastave. Grb Hrvatske Republike Herceg-Bosne je smješten u sredini zastave tako da gornji dio grba (pleter) zalazi u crveno polje zastave, a donji dio grba (u visini jednog kvadratnog polja) zalazi u plavo polje zastave. Središnja točka grba poklapa se s točkom u kojoj se sijeku dijagonale zastave.
Zastava je usvojena za zastavu Hrvatske zajednice Herceg-Bosne. Kada je 28. kolovoza 1993. proglašena Hrvatska Republika Herceg-Bosna, zastava je potvrđena. Nakon ukidanja Herceg-Bosne Washingtonskim sporazumom iz 1994., zastava je prihvaćena kao neslužbena zastava Hrvata Bosne i Hercegovine. Zastava se još za vrijeme rata u BiH počela koristiti na svadbama, a postala je nezaobilazna i na ostalim društvenim događajima hrvatskog naroda u BiH.
Zapadnohercegovačka i Hercegbosanska županija rabe zastavu Hrvatske Republike Herceg-Bosne i hrvatskog naroda u Bosni i Hercegovini kao županijsku zastavu. Iako je dvjema odlukama Ustavnog suda FBiH, uporaba zastave kao simbola županija proglašena neustavnom, zastava se i danas koristi u tim županijama.

### Grb
Grb Hrvatske Republike Herceg-Bosne je povijesni hrvatski grb u obliku stiliziranog štita, podijeljen vodoravno i okomito u dvadeset pet crvenih i bijelih kvadrata, tako da je prvo polje u lijevom gornjem kutu stiliziranog štita crvene boje. Iznad stiliziranog štita nalazi se pleter vodoravno položen na štit iznad tri središnja polja. Omjer visine tropleta i visine kvadratnog polja je 1:1, a omjer dužine tropleta i dužine kvadratnog polja je 3:1. Grb je obrubljen zlatnom crtom.
Ukidanjem Herceg-Bosne i osnivanjem Federacije Bosne i Hercegovine grb se prestao rabiti, a danas je samo u uporabi u učionicama škola u BiH koje svoju nastavu izvode po hrvatskom nastavnom planu i programu te u Zapadnohercegovačkoj i Hercegbosanskoj županiji, gdje se koristi kao službeni grb tih dviju županija, iako ga je Ustavni sud Federacije Bosne i Hercegovine već nekoliko puta proglasio nelegalnim.

## Srodni članci
| - Hrvati Bosne i Hercegovine - Hrvatski pleter - Heraldički ljiljan - Zastava Hrvatske Republike Herceg-Bosne - Grb Hrvatske Republike Herceg-Bosne | - Povijest Hrvata Bosne i Hercegovine - Kultura Hrvata Bosne i Hercegovine - Etnologija Hrvata Bosne i Hercegovine - Demografska povijest Hrvata Bosne i Hercegovine |

## Unutarnje poveznice
| - Starohrvatska umjetnost - Hrvatinići - Hrvoje Vukčić Hrvatinić - Kotromanići - Tvrtko I. Kotromanić | - Austro-Ugarska - Hrvatska Republika Herceg-Bosna - 2. gardijska brigada HVO-a - Zapadnohercegovačka županija - Hercegbosanska županija |